# Blanschandin
Blanschandin ist ein mittelhochdeutsches Fragment aus der Mitte des 13. Jahrhunderts. Es hat seine Vorlage in einem französischen Heldenepos, das in der Tradition der Matière de Bretagne steht.

## Überlieferung
Das mittelhochdeutsche Fragment „Blanschandin“ wurde im Jahr 1868 in einer Handschrift des ehemaligen Benediktinerklosters Mondsee entdeckt, in der es Ende des 15. Jahrhunderts als Rückenbindung aufgeklebt und eingebunden wurde, um den Buchrücken zu verstärken. Es kann angenommen werden, dass das Fragment sich in dieser Zeit in einem unzureichenden Zustand befand oder von geringem Wert erachtet wurde, da es ansonsten nicht für die Bindung gebraucht worden wäre.
Der einzige Textzeuge des Fragments befindet sich in der Wiener Nationalbibliothek unter der Signatur Codex Series Nova 102. Es sind sieben Längsstreifen aus Pergament erhalten, drei davon befinden sich auf dem ersten Blatt, während sich auf dem zweiten und dritten Blatt jeweils zwei Längsstreifen befinden. Der Text ist in gotischer Buchschrift geschrieben, deren Schriftbild auf einen einzigen Bearbeiter schließen lässt. Des Weiteren befinden sich am Versanfang Majuskeln, die in einem 7-8 mm breiten Randstreifen herausgerückt sind. Die Absätze werden durch geblümte Zierbuchstaben gekennzeichnet und abgehoben, die in roter oder blauer Farbe gehalten sind. Insgesamt sind 384, zum Teil beschnittene Verse überliefert. An allen drei Blättern hat eine Beschneidung an den Seitenrändern zu Textverlust geführt. Die Zeilenzahl pro Seite beträgt 32.

## Datierung
Das Fragment stellt eine erweiternde Umarbeitung eines erhaltenen französischen Gedichtes dar, welches im ersten Drittel des 13. Jahrhunderts entstand. Die Datierung der deutschen Verfassung des Fragments wird in der Mitte des 13. Jahrhunderts gesetzt. Für die Datierung kann die Form der Buchstaben bzw. der Schriftform sowie der Sprachgebrauch herangezogen werden. Der Titel des Textes, den der nicht bekannte deutsche Bearbeiter als Vorlage benutzte, lautete ‚Blancandin et l’Orgueilleuse d’amour’ und hatte einen Umfang von 6136 Reimen. Es sind fünf französische Handschriften erhalten.
Es kann davon ausgegangen werden, dass der deutsche Bearbeiter Texte von Hartmann von Aue und Wolfram von Eschenbach kannte, da stilistische Ähnlichkeiten in seinem Werk zu erkennen sind. Anhand seines Sprachgebrauchs war der deutsche Bearbeiter Mitteldeutscher, genauer lässt sich seine Herkunft im rheinfränkischen Raum verorten.

## Handlung
Die Position der drei überlieferten Fragmente können mithilfe der französischen Vorlage in die Anfangspartien des Erzählverlaufes eingeordnet werden. Es wird beim Vergleichen der beiden Texte deutlich, dass der Verfasser des deutschen Fragments sehr ausführlich in seiner Bearbeitung war.

## Inhalt des Fragmentteils I
Der erste Teil des Fragments setzt bei der Szene ein, in welcher der Königssohn Blanschandin seinen Lehrmeister über die Turnierszenen, die er auf einem Wandteppich seiner Eltern entdeckt hat, befragt. Dieses Gespräch führt dazu, dass sich bei Blanschandin der Wunsch entwickelt, selber Ritter zu werden. Er verlässt somit in der Nacht nach dem Abendessen mit seinen Eltern, bei dem er nur an die ersehnte Ritterschaft denken konnte, mit dem Pferde und dem Schwerte seines Vaters den Königshof, ohne zu wissen, wohin ihn sein Weg führen wird.

## Inhalt des Fragmentteils II
Das zweite Fragment berichtet von einem Kampfe, den Blanschandin mit einem Ritter austrägt, der einen Mann ermordete. Der Kampf entsteht durch einen Streit zwischen Blanschandin und dem Ritter, als dieser die von dem ermordeten Ritter geraubte Frau schlägt und Blanschandin ihn dazu auffordert, von der Dame abzulassen. Die Kampfeshandlung kann nicht vollständig nachvollzogen werden, da das Fragment an diesem Teil an größeren Textstellen beschnitten wurde. Der Kampf hat den Tod des fremden Ritters zur Folge.

## Inhalt des Fragmentteils III
Das dritte Fragment berichtet von einer Reflexion der Minne durch Blanschandin, die er – wie aus der französischen Vorlage deutlich wird – bei der Dame, die er zuvor befreite, und ihrem getöteten Ritter erkennt. Ihm erscheint die Minne wie ein Traum und er äußert den Wunsch, sie auch zu erleben. Er legt im Folgenden dem ermordeten Ritter die gestohlene Rüstung wieder an und reitet weiter, um sich neuen Abenteuern zu stellen. An einer Furt begegnet ihm ein furtkundiger Ritter, der ihn bittet, eine Nacht in einer nahe gelegenen Herberge zu übernachten, und Blanschandin verspricht, ihn am nächsten Tag durch die Furt zu führen. Als Erkennungspfand gibt ihm der Ritter einen Ring aus Feingold. Das Fragment endet nach dieser Szene.

## Forschungslage
Die publizierte Forschung um das mittelhochdeutsche Fragment „Blanschandin“, beschränkt sich auf das neunzehnte und zwanzigste Jahrhundert:
- Als erster veröffentlichte Joseph Haupt 1869 einen Abdruck und einen kurzen Kommentar zu dem Fragment.
- Im Jahr 1905 folgte ein kurzer Kommentar zu dem Fragment durch Heinrich Meyer-Benfey in seinem Lehrbuch „Mittelhochdeutsche Übungsstücke“, den er vor den Abdruck des Fragments stellte.
- Des Weiteren sind kurze Beschreibungen des Fragments im „Verzeichnis der althochdeutschen literarischen Handschriften der Österreichischen Nationalbibliothek“ und im „Katalog der abendländischen Handschriften der Österreichischen Nationalbibliothek“ aufgeführt.
- Im Jahr 1969 veröffentlichte Georges Perkins eine französische Dissertation unter dem Titel Le Roman Chevaleresque de Blanchandin, in der er einen Faksimile-Abdruck des Fragments vorlegt. Perkins stellt in seiner Arbeit eine Abschrift des Originals, einen korrigierten Text, sowie einen Text in modernem Hochdeutsch nebeneinander. Die französische Ausgabe wurde umfassend von Michelant und Sweetser kommentiert.